# Graciela Rincón Calcaño
Graciela Rincón Calcaño (Maracaibo, Estado Zulia, Venezuela, 13 de octubre de 1904-Caracas, Venezuela, 21 de enero de 1987) fue una poetisa, narradora, articulista y autora dramática. Reconocida como la autora de la letra del himno a la virgen de Chiquinquirá, patrona religiosa del Estado Zulia en Venezuela.

## Legado
Hija de Pedro Francisco Rincón Eduardo y Adela Victoria de Chiquinquirá Calcaño Nebott. En la ciudad de Maracaibo vivió sus primeros años, trasladándose posteriormente a Caracas donde continuó sus estudios. Su vocación literaria se desarrolló tempranamente, escribió su primer verso a los ocho años de edad. Se casó en primeras nupcias con Francisco Antonio Marrero Orta, con quien tuvo tres hijas y en segundas nupcias con José Vicente Pepper Betancourt, con quien tuvo cuatro hijos.
Es autora de una veintena de libros, entre ellos los poemarios, Joyeles del corazón (1932), Canto de Maracaibo (1939), Clamor (1942), Vesperal (1943), Elegía e Invocación a Roosevelt (1945), El Amor de la Tierra (1949) y Trashumante; el libro en prosa Raudal (1941); los libros de cuentos Los Parias (1945) y La Tragedia y Nosotros; los ensayos Venezuela dentro de la órbita soviética (1945) y Realidades Dominicanas (1945) y la novela La Esclava, entre otros.
Destacada comediógrafa, cuentista, columnista, ensayista, galardonada con innumerables premios, escritora incansable, dejó inédita gran parte de su obra. Publicó en Estados Unidos, Ecuador, Haití, Cuba, Santo Domingo y España.

## Vida política
Es importante resaltar que esta gran humanista fue diplomática de las embajadas de Venezuela en Cuba y Haití. En 1945 esta intelectual fuera de serie, luchó incansablemente junto a otras aguerridas de la época ante el Congreso Nacional de Venezuela, hasta lograr en 1947 el legítimo derecho al voto para todas las mujeres en la República de Venezuela.
Graciela Rincón Calcaño, dejó grabado en el pueblo el concepto de sus derechos y el valor a defenderlos: "llegó el momento de la lucha, de hacer obra por la Patria desde la editorial y por la prensa; la de batirse con intelectualidades mezquinas que se oponían a los derechos políticos de la mujer, relegada como hembra a la cocina, a la sensualidad y al tálamo". GRC

## La cantora de la Chinita
La inmortalización de "Graciela Rincón Calcaño" para el Zulia, comenzó con el anhelo del pueblo maracaibero por obtener tres grandes aspiraciones para su venerada Virgen de Chiquinquirá: la reconstrucción del viejo templo, su elevación a Basílica y la coronación de "Nuestra Señora de Chiquinquirá", lo cual se vio consolidado en (1920) cuando el Papa Benedicto XV le otorgó el título de Basílica Menor a la noble iglesia y desde entonces comenzaron los trabajos de remodelación que culminaron en (1941), al año siguiente (1942), fue coronada solemnemente la patrona del Zulia, justamente el 18 de noviembre cuando se celebra el día de la querida Chinita de Maracaibo.
La letra del himno oficial para la coronación de la Patrona del Estado Zulia, escogido entre 24 composiciones, correspondió al titulado "Himno Nativista a Nuestra Señora de Chiquinquirá",  con letra del poeta zuliano Bartolomé Osorio Urdaneta que fue publicada en el diario " El granito"  como poema y tomado por "Graciela Rincón Calcaño".
¡Gloria a Ti, casta Señora!, entonación célebre del Himno a Nuestra Señora de Chiquinquirá (Creación del músico zuliano Adolfo de Pool), cantada por todos los zulianos en algún momento de sus vidas…

## Regionalismo
La cantora del Himno de la Chinita; falleció el 21 de enero de 1987 en el Hospital Dr. José María Vargas, localizado en el Municipio Libertador del Distrito capital al oeste de la ciudad de Caracas, al centro norte de Venezuela, y sus restos se encuentran sepultados en el cementerio de La Guairita en el Municipio El Hatillo del Estado Miranda, Venezuela, y no como debería ser en el Zulia, "La tierra del sol amada", como fuera uno de sus más grandes deseos. Su tumba está exactamente en la Sección 41B, Módulo 605, Subsección IV, frente al crematorio de arriba, justo al lado de la tumba de Cándida Varela Zambrano y Verónica Zambrano (La mamá y la abuela de quien editó este texto el 12-05-19)
Según el periodista y diseñador de moda: Jackson de la Peña, en cada uno de los ciudadanos del Estado Zulia, está la tarea rescatar el nombre de esta maracucha, ejemplo del regionalismo, quien dejó enseñanza clara del amor a la zulianidad. Es por ello que es muy importante trabajar arduamente para sensibilizar a las autoridades y la población en general con el fin de lograr que los restos de Rincón Calcaño, sean inhumados al Panteón de los Ilustres en Maracaibo, ya que es muy triste que tan magnífica historia se desconozca en las escuelas, liceos y universidades de todo el Estado Zulia, considerando que su memoria cultural es vital para realzar los auténticos valores y moral del gentilicio zuliano.
El gran arraigo a la capital zuliana de esta exponente literaria no permite desprendería de la tierra del sol amada, su amor por Maracaibo y sus valores son muy profundos como el pensamiento de esta insigne escritora que debe quedar grabada en el corazón de cada zuliano, tal como afirma: Jackson De la Peña.
Como pide en su Anhelo Inmortal: 
“Qué importa que yo torne ceniza dentro del tiempo, si hay alguien en el futuro siempre diga mis poemas y piense: ¿Cómo era ella?, ¿tal cual la pintan sus versos?... y se quede pensativo sin esperar la respuesta...”